# Chiesa di San Rocco (Solcio di Lesa)
La chiesa parrocchiale di San Rocco è stata eretta nella frazione di Solcio del comune di Lesa in sostituzione della più antica piccola chiesa di Sant'Antonio Abate, tuttora esistente a monte del paese.

## Storia e descrizione
Fondato a spese del locale filantropo Felice Borroni è un edificio in forme neoclassiche a ordine ionico con pianta a croce greca su progetto dell'architetto verbanese Bartolomeo Franzosini tra gli anni 1823 e 1830. 

L'attuale campanile è stato aggiunto più tardi (1935-1938) in sostituzione di quello originario, più piccolo.
La facciata della chiesa è decorata con un mosaico di Giovanni Sgorlon raffigurante il Santo.
L'interno si presenta luminosamente raccolto, a navata unica.
Elegante il pulpito ligneo sulla sinistra.
L'abside ospita una Deposizione di Cristo del Morazzone e un'Adorazione di scuola veneta.
I pennacchi della cupola sono decorati da affreschi di Gerolamo Induno rappresentanti i quattro Evangelisti (1886). 
L'altare di destra è decorato con una Crocefissione, affresco di Luigi Morgari del 1922 che ha anche dipinto l'intero ciclo della Via Crucis.
Sul lato sinistro dell'atrio d'ingresso è collocato il busto marmoreo (postumo) del fondatore Borroni, che è sepolto nel tempio. 
Sopra la bussola d'ingresso è la cantoria con organo della ditta Mentasti di Novara.